# 川田太三
川田 太三（かわた たいぞう、1944年2月20日 - ）は、日本のゴルフ評論家・ゴルフ場設計者。

## 来歴
東京都出身。学童時代は一貫して立教大学付属の小学校、中学校、高校で生活し、その後アメリカ合衆国・オハイオ州立大学留学。その後立教大学に編入。卒業後個人事務所・ティ・アンド・ケイインターナショナルを設立し代表取締役に就任。自らもアマチュアゴルファーとして活動し、日本アマチュアゴルフ選手権大会、日本オープンゴルフ選手権競技などに出場する実績を持つ。
その後『中日クラウンズ』などのゴルフ中継解説者、日本ゴルフ協会競技・規則・国際委員などを歴任。また世界各地に22ヵ所のゴルフコースを設計・監修している。
母方の親戚で従妹に女優の吉永小百合がいる。